# Jerry Bock
Jerry Bock (ur. 23 listopada 1928 w New Haven, zm. 3 listopada 2010 w Nowym Jorku) – amerykański kompozytor pochodzenia niemieckiego, autor wielu musicali, nagrodzony nagrodą Pulitzera.

## Życiorys
Studiował na University of Wisconsin, gdzie skomponował swój pierwszy musical: Big As Life, który cieszył się popularnością w całym stanie, był wystawiany w Chicago. Jego debiut na Broadwayu miał miejsce w 1955 – wtedy napisał kilka utworów do Catch a Star.
Największe sukcesy osiągnął po poznaniu Sheldona Harnicka, który pisał słowa do jego kompozycji. Razem z nim napisał m.in. Skrzypka na dachu. Ich wspólne dzieło z 1959, musical Fiorello!, oparty na prawdziwej historii jednego z rzeczywistych burmistrzów Nowego Jorku otrzymał nagrodę Pulitzera w dziedzinie dramatu.
Bock zmarł w szpitalu na zawał serca.